# Moshe Ohayon
Moshe Ohayon (in ebraico משה אוחיון‎?; Ashdod, 24 maggio 1983) è un ex calciatore israeliano, di ruolo centrocampista.

## Carriera

### Club
Durante la sua carriera ha giocato principalmente con l'Ashdod, squadra in cui aveva debuttato nel 2000.

### Nazionale
Conta 12 presenze con la Nazionale israeliana.